# 토스카나 대공 레오폴도 2세

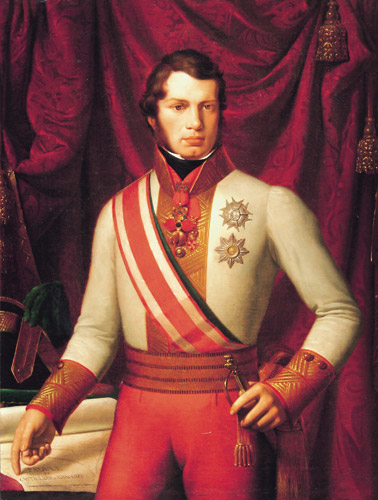
레오폴도 2세 (오스트리아 제국 육군 원수 시절, 1828년, 피에트로 벤베누티 그림)

레오폴도 2세 디 토스카나(Leopoldo II di Toscana)는 토스카나의 대공이다. 본명은 레오폴도 조반니 주세페 프란체스코 페르디난도 카를로 다스부르고로레나(Leopoldo Giovanni Giuseppe Francesco Ferdinando Carlo d'Asburgo-Lorena).

## 같이 보기
- 리소르지멘토